# Бозей
Бозе́й (каз. Бөзей) — село у складі Шардаринського району Туркестанської області Казахстану. Входить до складу сільського округу Кауисбека Турисбекова.
У радянські часи село називалось Ферма № 3 совхоза Чардаринський.
Населення — 49 осіб (2021; 84 у 2009, 39 у 1999, 168 у 1989).